# Priesnia Moskwa
Priesnia Moskwa (ros. «Пресня» Москва) – rosyjski klub piłkarski z siedzibą w Moskwie.

## Historia
Chronologia nazw:
- 1922: Moskiewskie Kółko Sportowe (ros. Московский Кружок Спорта)
- 1923—1925: Krasnaja Priesnia Moskwa (ros. «Красная Пресня» Москва)
- 1926—1930: Triochgorka Moskwa (ros. «Трёхгорка» Москва)
- 1978—1989: Krasnaja Priesnia Moskwa (ros. «Красная Пресня» Москва)
- 1990—2000: Asmarał Moskwa (ros. «Асмарал» Москва)
- 2001—2002: Priesnia Moskwa (ros. «Пресня» Москва)
- 2003: Priesnia-Buriewiestnik Moskwa (ros. «Пресня-Буревестник» Москва)
- 2004—2006: Priesnia Moskwa (ros. «Пресня» Москва)

Historia klubu sięga do 1922, kiedy to w moskiewskiej dzielnicy Krasnaja Priesnia zostało zorganizowane Moskiewskie Kółko Sportowe - MKS. W latach 1923—1925 zespół nazywał się Krasnaja Priesnia Moskwa. Następnie na bazie tego klubu utworzono drużynę „Piszczewiki”. Wtedy został zorganizowany nowy klub pod nazwą Triochgorka Moskwa, który reprezentował dzielnicę Krasnaja Priesnia w mistrzostwach Moskwy do 1930 roku.
Klub został założony ponownie dopiero w 1978 i debiutował w Drugiej Lidze, grupie 1 Mistrzostw ZSRR, w której występował do 1989.
W 1990 klub przejął iracki przedsiębiorca Husam Al-Khalidi i nazwał tak jak brzmiała nazwa firmy, czyli Asmarał Moskwa. 
W 1990 Asmarał występował w Drugiej Niższej Lidze, gdzie zajął pierwsze miejsce i powtórzył ten sukces w następnym 1991 w Drugiej Lidze, grupie Centralnej.
W Mistrzostwach Rosji klub startował w Wyższej Lidze, w której występował dwa sezony, a potem kolejne dwa sezony w Pierwszej Lidze, grupie Wschodniej. 
W 1996 klub występował już w Drugiej Lidze, grupie Centralnej, a w 1997 w Trzeciej Lidze, grupie 3.
W 1998 klub powrócił do Drugiej Dywizji, grupy Centralnej, ale zajął ostatnie 21 miejsce i pożegnał się z rozrywkami na poziomie profesjonalnym.
Potem zespół występował w Lidze Amatorskiej i w 2004 jako Priesnia Moskwa zdobył awans do Drugiej Dywizji, grupy Zachodniej, w której zagrał tylko jeden cały sezon. W następnym sezonie 2006 klub rozegrał 9 kolejek i został rozwiązany.

## Osiągnięcia
- Mistrz w Drugiej Lidze ZSRR: 1986, 1991
- 1/16 finału w Pucharze ZSRR: 1988, 1992
- Zwycięzca Pucharu Rosyjskiej FSRR: 1985
- 7 miejsce w Rosyjskiej Wyższej Lidze: 1992
- 1/8 finału w Pucharze Rosji: 1994